# Austrian Volley League (2021/2022)
Austrian Volley League 2021/2022 − 61. sezon mistrzostw Austrii w piłce siatkowej zorganizowany przez Austriacki Związek Piłki Siatkowej (Österreichischer Volleyballverband, ÖVV). Zainaugurowany został 25 września 2021 roku.
W Austrian Volley League w sezonie 2021/2022 uczestniczyło 10 drużyn. Do najwyższej klasy rozgrywkowej dołączył Hypo Tirol Volleyballteam, który zajął 1. miejsce w 2. Bundeslidze. Rozgrywki składały się z fazy zasadniczej, drugiej fazy oraz fazy play-off. Drużyny uczestniczące w lidze środkowoeuropejskiej zmagania rozpoczęły od drugiej fazy.
W sezonie 2021/2022 w eliminacjach do Ligi Mistrzów Austrię reprezentował UVC Holding Graz, w Pucharze CEV – SK Zadruga Aich/Dob, natomiast w Pucharze Challenge – Union Raiffeisen Waldviertel, UVC Weberzeile Ried/Innkreis oraz VCA Amstetten Niederösterreich.

## Drużyny uczestniczące
| | Austrian Volley League 2021/2022 |   |        |
| --- | -------------------------------- | - | ------ |
| GRA | UVC Holding Graz                 | 1 | el. LM |
| AIC | SK Zadruga Aich/Dob              | 2 | CEV    |
| WAL | Union Raiffeisen Waldviertel     | 3 | Ch     |
| AMS | VCA Amstetten Niederösterreich   | 4 | Ch     |
| RIE | UVC Weberzeile Ried/Innkreis     | 5 | Ch     |
| SOK | TJ Sokol V/Post SV Wien          | 6 |        |
| KLG | VBK Wörther-See-Löwen Klagenfurt | 7 |        |
| WEI | VBC TLC Weiz                     | 8 |        |
| HAR | TSV Raiffeisen Hartberg          | 9 |        |
| | Awans z 2. Bundesligi            |   |        |
| TIR | Hypo Tirol Volleyballteam        | 1 |        |
| Oznaczenia: - kolumna pierwsza – skróty nazw drużyn wpisane na mapie (jeśli ta została zamieszczona), - kolumna trzecia – miejsce zajęte przez daną drużynę w poprzednim sezonie. |                                  |   |        |

## Trenerzy
| Klub                             | Pierwszy trener     | Drugi trener            |
| -------------------------------- | ------------------- | ----------------------- |
| Hypo Tirol Volleyballteam        | Štefan Chrtianský   | Daniel Končal           |
| SK Zadruga Aich/Dob              | Bogdan Tănase       | Nejc Pušnik             |
| TJ Sokol V/Post SV Wien          | Jiří Šiller         | Stefan Florian          |
| TSV Raiffeisen Hartberg          | Markus Hirczy       | —                       |
| Union Raiffeisen Waldviertel     | Zdeněk Šmejkal      | Michał Peciakowski      |
| UVC Holding Graz                 | Robert Koch         | Zoltán Mózer            |
| UVC Weberzeile Ried/Innkreis     | Dominik Kefer       | Markus-Matthias Günther |
| VBC TLC Weiz                     | Michael Murauer     | —                       |
| VBK Wörther-See-Löwen Klagenfurt | Jiorgos Kotsilianos | Philipp Kittner         |
| VCA Amstetten Niederösterreich   | Andrej Urnaut       | Srđan Vračarić          |

### Zmiany trenerów
| Przed sezonem       |                      |            |                      |            |             |
| SK Zadruga Aich/Dob | Martin Micheu (p.o.) | —          | Ratko Peris          | 11.05.2021 | [ 1 ]       |
| SK Zadruga Aich/Dob | Ratko Peris          | 20.08.2021 | Zvonko Nikolić       | 30.08.2021 | [ 2 ] [ 3 ] |
| W trakcie sezonu    |                      |            |                      |            |             |
| SK Zadruga Aich/Dob | Zvonko Nikolić       | 12.02.2022 | Martin Micheu (p.o.) | —          | [ 4 ]       |
| SK Zadruga Aich/Dob | Martin Micheu (p.o.) | —          | Bogdan Tănase        | 16.02.2022 | [ 5 ]       |

## Faza zasadnicza

### Tabela wyników
| Gospodarz \ Gość1                | WAL | AMS | RIE | SOK | KLG | WEI | HAR | TIR |
| -------------------------------- | --- | --- | --- | --- | --- | --- | --- | --- |
| Union Raiffeisen Waldviertel     | -   | 3:0 | 3:0 | 3:0 | 3:0 | 3:0 | 3:0 | 3:0 |
| VCA Amstetten Niederösterreich   | 0:3 | -   | 0:3 | 3:0 | 3:1 | 3:0 | 3:0 | 3:0 |
| UVC Weberzeile Ried/Innkreis     | 1:3 | 2:3 | -   | 3:2 | 3:0 | 3:1 | 3:0 | 0:3 |
| TJ Sokol V/Post SV Wien          | 2:3 | 2:3 | 1:3 | -   | 3:1 | 3:0 | 3:1 | 3:0 |
| VBK Wörther-See-Löwen Klagenfurt | 1:3 | 0:3 | 1:3 | 1:3 | -   | 3:2 | 3:1 | 3:0 |
| VBC TLC Weiz                     | 0:3 | 1:3 | 0:3 | 3:2 | 3:1 | -   | 3:2 | 3:0 |
| TSV Raiffeisen Hartberg          | 0:3 | 0:3 | 1:3 | 3:2 | 2:3 | 2:3 | -   | 3:1 |
| Hypo Tirol Volleyballteam        | 0:3 | 0:3 | 0:3 | 1:3 | 3:2 | 2:3 | 2:3 | -   |

Źródło: ÖVV – Data Project (niem.)
1 Drużyna gospodarzy jest wymieniona po lewej stronie tabeli.
Kolory:
  zwycięstwo gospodarzy 3:0 lub 3:1
  zwycięstwo gospodarzy 3:2
  zwycięstwo gości 3:0 lub 3:1
  zwycięstwo gości 3:2

### Tabela
| Lp. | Drużyna                          | Pkt | Mecze | Mecze | Mecze | Rodzaj wyniku | Rodzaj wyniku | Rodzaj wyniku | Rodzaj wyniku | Rodzaj wyniku | Rodzaj wyniku | Sety | Sety | Sety  | Małe punkty | Małe punkty | Małe punkty |
| Lp. | Drużyna                          | Pkt | M     | W     | P     | 3:0           | 3:1           | 3:2           | 2:3           | 1:3           | 0:3           | wyg. | prz. | stos. | zdob.       | str.        | stos.       |
| --- | -------------------------------- | --- | ----- | ----- | ----- | ------------- | ------------- | ------------- | ------------- | ------------- | ------------- | ---- | ---- | ----- | ----------- | ----------- | ----------- |
| 1   | Union Raiffeisen Waldviertel     | 41  | 14    | 14    | 0     | 11            | 2             | 1             | 0             | 0             | 0             | 42   | 4    | 10.5  | 1118        | 850         | 1.32        |
| 2   | VCA Amstetten Niederösterreich   | 31  | 14    | 11    | 3     | 7             | 2             | 2             | 0             | 0             | 3             | 33   | 15   | 2.2   | 1145        | 1022        | 1.12        |
| 3   | UVC Weberzeile Ried/Innkreis     | 30  | 14    | 10    | 4     | 5             | 4             | 1             | 1             | 1             | 2             | 33   | 18   | 1.83  | 1190        | 1109        | 1.07        |
| 4   | TJ Sokol V/Post SV Wien          | 23  | 14    | 6     | 8     | 2             | 4             | 0             | 5             | 1             | 2             | 29   | 28   | 1.04  | 1261        | 1219        | 1.03        |
| 5   | VBC TLC Weiz                     | 15  | 14    | 6     | 8     | 1             | 1             | 4             | 1             | 2             | 5             | 22   | 33   | 0.67  | 1164        | 1234        | 0.94        |
| 6   | VBK Wörther-See-Löwen Klagenfurt | 11  | 14    | 4     | 10    | 1             | 1             | 2             | 1             | 6             | 3             | 20   | 35   | 0.57  | 1128        | 1271        | 0.89        |
| 7   | TSV Raiffeisen Hartberg          | 10  | 14    | 3     | 11    | 0             | 1             | 2             | 3             | 3             | 5             | 18   | 38   | 0.47  | 1129        | 1296        | 0.87        |
| 8   | Hypo Tirol Volleyballteam        | 7   | 14    | 2     | 12    | 1             | 0             | 1             | 2             | 2             | 8             | 12   | 38   | 0.32  | 1039        | 1173        | 0.89        |

Źródło: ÖVV – Data Project (niem.)
Punktacja: 3:0 i 3:1 – 3 pkt; 3:2 – 2 pkt; 2:3 – 1 pkt; 1:3 i 0:3 – 0 pkt
Zasady ustalania kolejności: 1. liczba punktów; 2. liczba zwycięstw; 3. stosunek setów; 4. stosunek małych punktów; 5. bilans w bezpośrednich meczach
     Druga faza – grupa 1-5
     Druga faza – grupa 6-10

## Druga faza

### Grupa 1-5

#### Tabela wyników
| Gospodarz \ Gość1              | GRA | AIC | WAL | AMS | RIE |
| ------------------------------ | --- | --- | --- | --- | --- |
| UVC Holding Graz               | -   | 0:3 | 1:3 | 3:0 | 3:2 |
| SK Zadruga Aich/Dob            | 3:0 | -   | 3:0 | 3:0 | 3:0 |
| Union Raiffeisen Waldviertel   | 3:0 | 3:0 | -   | 3:0 | 3:0 |
| VCA Amstetten Niederösterreich | 3:0 | 2:3 | 0:3 | -   | 2:3 |
| UVC Weberzeile Ried/Innkreis   | 3:2 | 1:3 | 0:3 | 0:3 | -   |

Źródło: ÖVV (niem.) / ÖVV – Data Project (niem.)
1 Drużyna gospodarzy jest wymieniona po lewej stronie tabeli.
Kolory:
  zwycięstwo gospodarzy 3:0 lub 3:1
  zwycięstwo gospodarzy 3:2
  zwycięstwo gości 3:0 lub 3:1
  zwycięstwo gości 3:2

#### Tabela
| Lp. | Drużyna                        | Pkt | Mecze | Mecze | Mecze | Rodzaj wyniku | Rodzaj wyniku | Rodzaj wyniku | Rodzaj wyniku | Rodzaj wyniku | Rodzaj wyniku | Sety | Sety | Sety  | Małe punkty | Małe punkty | Małe punkty |
| Lp. | Drużyna                        | Pkt | M     | W     | P     | 3:0           | 3:1           | 3:2           | 2:3           | 1:3           | 0:3           | wyg. | prz. | stos. | zdob.       | str.        | stos.       |
| --- | ------------------------------ | --- | ----- | ----- | ----- | ------------- | ------------- | ------------- | ------------- | ------------- | ------------- | ---- | ---- | ----- | ----------- | ----------- | ----------- |
| 1   | Union Raiffeisen Waldviertel   | 21  | 8     | 7     | 1     | 6             | 1             | 0             | 0             | 0             | 1             | 21   | 4    | 5.25  | 600         | 514         | 1.17        |
| 2   | SK Zadruga Aich/Dob            | 20  | 8     | 7     | 1     | 5             | 1             | 1             | 0             | 0             | 1             | 21   | 6    | 3.5   | 653         | 546         | 1.2         |
| 3   | VCA Amstetten Niederösterreich | 8   | 8     | 2     | 6     | 2             | 0             | 0             | 2             | 0             | 4             | 10   | 18   | 0.56  | 610         | 650         | 0.94        |
| 4   | UVC Holding Graz               | 6   | 8     | 2     | 6     | 1             | 0             | 1             | 1             | 1             | 4             | 9    | 20   | 0.45  | 593         | 665         | 0.89        |
| 5   | UVC Weberzeile Ried/Innkreis   | 5   | 8     | 2     | 6     | 0             | 0             | 2             | 1             | 1             | 4             | 9    | 22   | 0.41  | 643         | 724         | 0.89        |

Źródło: ÖVV (niem.) / ÖVV – Data Project (niem.)
Punktacja: 3:0 i 3:1 – 3 pkt; 3:2 – 2 pkt; 2:3 – 1 pkt; 1:3 i 0:3 – 0 pkt
Zasady ustalania kolejności: 1. liczba punktów; 2. liczba zwycięstw; 3. stosunek setów; 4. stosunek małych punktów; 5. bilans w bezpośrednich meczach

### Grupa 6-10

#### Tabela wyników
| Gospodarz \ Gość1                | SOK | WEI | KLG | HAR | TIR |
| -------------------------------- | --- | --- | --- | --- | --- |
| TJ Sokol V/Post SV Wien          | -   | 1:3 | 1:3 | 3:2 | 3:0 |
| VBC TLC Weiz                     | 0:3 | -   | 0:3 | 3:0 | 0:3 |
| VBK Wörther-See-Löwen Klagenfurt | 1:3 | 3:1 | -   | 3:1 | 3:1 |
| TSV Raiffeisen Hartberg          | 3:0 | 3:0 | 1:3 | -   | 2:3 |
| Hypo Tirol Volleyballteam        | 3:2 | 3:1 | 2:3 | 1:3 | -   |

Źródło: ÖVV (niem.) / ÖVV – Data Project (niem.)
1 Drużyna gospodarzy jest wymieniona po lewej stronie tabeli.
Kolory:
  zwycięstwo gospodarzy 3:0 lub 3:1
  zwycięstwo gospodarzy 3:2
  zwycięstwo gości 3:0 lub 3:1
  zwycięstwo gości 3:2

#### Tabela
| Lp. | Drużyna                          | Pkt | Mecze | Mecze | Mecze | Rodzaj wyniku | Rodzaj wyniku | Rodzaj wyniku | Rodzaj wyniku | Rodzaj wyniku | Rodzaj wyniku | Sety | Sety | Sety  | Małe punkty | Małe punkty | Małe punkty |
| Lp. | Drużyna                          | Pkt | M     | W     | P     | 3:0           | 3:1           | 3:2           | 2:3           | 1:3           | 0:3           | wyg. | prz. | stos. | zdob.       | str.        | stos.       |
| --- | -------------------------------- | --- | ----- | ----- | ----- | ------------- | ------------- | ------------- | ------------- | ------------- | ------------- | ---- | ---- | ----- | ----------- | ----------- | ----------- |
| 1   | TJ Sokol V/Post SV Wien          | 35  | 22    | 10    | 12    | 4             | 5             | 1             | 6             | 3             | 3             | 45   | 43   | 1.05  | 1950        | 1883        | 1.04        |
| 2   | VBK Wörther-See-Löwen Klagenfurt | 31  | 22    | 11    | 11    | 2             | 6             | 3             | 1             | 7             | 3             | 42   | 45   | 0.93  | 1895        | 1946        | 0.97        |
| 3   | VBC TLC Weiz                     | 21  | 22    | 8     | 14    | 2             | 2             | 4             | 1             | 4             | 9             | 30   | 52   | 0.58  | 1744        | 1885        | 0.93        |
| 4   | TSV Raiffeisen Hartberg          | 21  | 22    | 6     | 16    | 2             | 2             | 2             | 5             | 5             | 6             | 33   | 54   | 0.61  | 1811        | 1997        | 0.91        |
| 5   | Hypo Tirol Volleyballteam        | 18  | 22    | 6     | 16    | 2             | 1             | 3             | 3             | 4             | 9             | 28   | 55   | 0.51  | 1749        | 1910        | 0.92        |

Źródło: ÖVV – Data Project (niem.)
Punktacja: 3:0 i 3:1 – 3 pkt; 3:2 – 2 pkt; 2:3 – 1 pkt; 1:3 i 0:3 – 0 pkt
Zasady ustalania kolejności: 1. liczba punktów; 2. liczba zwycięstw; 3. stosunek setów; 4. stosunek małych punktów; 5. bilans w bezpośrednich meczach
     Baraże

## Faza play-off

### Drabinka
|  |              |                                  |              |                                |              |   |   |                              |                              |                  |                  |                  |                                |                                |                                |                                |                                |                    |                    |                    |                    |                    |        |        |        |
|  | Ćwierćfinały | Ćwierćfinały                     | Ćwierćfinały | Ćwierćfinały                   | Ćwierćfinały |   |   | Półfinały                    | Półfinały                    | Półfinały        | Półfinały        | Półfinały        | Półfinały                      | Półfinały                      |                                |                                | Finały                         | Finały             | Finały             | Finały             | Finały             | Finały             | Finały | Finały | Finały |
|  | Ćwierćfinały | Ćwierćfinały                     | Ćwierćfinały | Ćwierćfinały                   | Ćwierćfinały |   |   | Półfinały                    | Półfinały                    | Półfinały        | Półfinały        | Półfinały        | Półfinały                      | Półfinały                      |                                |                                | Finały                         | Finały             | Finały             | Finały             | Finały             | Finały             | Finały | Finały | Finały |
|  |              |                                  |              |                                |              |   |   |                              |                              |                  |                  |                  |                                |                                |                                |                                |                                |                    |                    |                    |                    |                    |        |        |        |
|  |              |                                  |              |                                |              |   |   |                              |                              |                  |                  |                  |                                |                                |                                |                                |                                |                    |                    |                    |                    |                    |        |        |        |
|  | 1            | Union Raiffeisen Waldviertel     | 3            | 3                              |              |   |   |                              |                              |                  |                  |                  |                                |                                |                                |                                |                                |                    |                    |                    |                    |                    |        |        |        |
|  | 1            | Union Raiffeisen Waldviertel     | 3            | 3                              |              |   |   |                              |                              |                  |                  |                  |                                |                                |                                |                                |                                |                    |                    |                    |                    |                    |        |        |        |
|  | 8            | VBC TLC Weiz                     | 0            | 0                              |              |   |   |                              |                              |                  |                  |                  |                                |                                |                                |                                |                                |                    |                    |                    |                    |                    |        |        |        |
|  | 8            | VBC TLC Weiz                     | 0            | 0                              |              |   | 1 | Union Raiffeisen Waldviertel | 3                            | 3                | 3                |                  |                                |                                |                                |                                |                                |                    |                    |                    |                    |                    |        |        |        |
|  |              |                                  |              |                                |              |   | 1 | Union Raiffeisen Waldviertel | 3                            | 3                | 3                |                  |                                |                                |                                |                                |                                |                    |                    |                    |                    |                    |        |        |        |
|  |              |                                  | 4            | UVC Holding Graz               | 2            | 0 | 0 |                              |                              |                  |                  |                  |                                |                                |                                |                                |                                |                    |                    |                    |                    |                    |        |        |        |
|  | 4            | UVC Holding Graz                 | 4            | UVC Holding Graz               | 2            | 0 | 0 | 1                            | 3                            | 3                |                  |                  |                                |                                |                                |                                |                                |                    |                    |                    |                    |                    |        |        |        |
|  | 4            | UVC Holding Graz                 |              |                                |              |   |   |                              |                              |                  |                  |                  |                                |                                |                                |                                |                                |                    |                    |                    |                    |                    |        |        |        |
|  | 5            | UVC Weberzeile Ried/Innkreis     | 3            | 0                              | 1            |   |   |                              |                              |                  |                  |                  |                                |                                |                                |                                |                                |                    |                    |                    |                    |                    |        |        |        |
|  | 5            | UVC Weberzeile Ried/Innkreis     | 3            | 0                              | 1            |   |   | 1                            | Union Raiffeisen Waldviertel | 3                | 3                | 3                | 3                              |                                |                                |                                |                                |                    |                    |                    |                    |                    |        |        |        |
|  |              |                                  |              |                                |              |   |   |                              |                              |                  |                  |                  |                                |                                |                                |                                |                                |                    |                    |                    |                    |                    |        |        |        |
|  |              |                                  | 2            | SK Zadruga Aich/Dob            | 1            | 1 | 0 | 1                            |                              |                  |                  |                  |                                |                                |                                |                                |                                |                    |                    |                    |                    |                    |        |        |        |
|  | 2            | SK Zadruga Aich/Dob              | 2            | SK Zadruga Aich/Dob            | 1            | 1 | 0 | 1                            | 3                            | 3                |                  |                  |                                |                                |                                |                                |                                |                    |                    |                    |                    |                    |        |        |        |
|  | 2            | SK Zadruga Aich/Dob              |              |                                |              |   |   |                              |                              |                  |                  |                  |                                |                                |                                |                                |                                |                    |                    |                    |                    |                    |        |        |        |
|  | 7            | VBK Wörther-See-Löwen Klagenfurt | 1            | 0                              |              |   |   |                              |                              |                  |                  |                  |                                |                                |                                |                                |                                |                    |                    |                    |                    |                    |        |        |        |
|  | 7            | VBK Wörther-See-Löwen Klagenfurt | 1            | 0                              |              |   | 2 | SK Zadruga Aich/Dob          | 3                            | 3                | 3                |                  |                                | Mecze o 3. miejsce             | Mecze o 3. miejsce             | Mecze o 3. miejsce             | Mecze o 3. miejsce             | Mecze o 3. miejsce | Mecze o 3. miejsce | Mecze o 3. miejsce | Mecze o 3. miejsce | Mecze o 3. miejsce |        |        |        |
|  |              |                                  |              |                                |              |   | 2 | SK Zadruga Aich/Dob          | 3                            | 3                | 3                |                  |                                | Mecze o 3. miejsce             | Mecze o 3. miejsce             | Mecze o 3. miejsce             | Mecze o 3. miejsce             | Mecze o 3. miejsce | Mecze o 3. miejsce | Mecze o 3. miejsce | Mecze o 3. miejsce | Mecze o 3. miejsce |        |        |        |
|  |              |                                  | 3            | VCA Amstetten Niederösterreich | 0            | 1 | 0 |                              |                              |                  |                  |                  |                                |                                |                                |                                |                                |                    |                    |                    |                    |                    |        |        |        |
|  | 3            | VCA Amstetten Niederösterreich   | 3            | VCA Amstetten Niederösterreich | 0            | 1 | 0 | 3                            | 3                            |                  |                  |                  |                                |                                |                                |                                |                                |                    |                    |                    |                    |                    |        |        |        |
|  | 3            | VCA Amstetten Niederösterreich   |              |                                |              |   |   |                              |                              |                  |                  | 3                | VCA Amstetten Niederösterreich | VCA Amstetten Niederösterreich | VCA Amstetten Niederösterreich | VCA Amstetten Niederösterreich | VCA Amstetten Niederösterreich | 0                  | 2                  |                    |                    |                    |        |        |        |
|  | 6            | TJ Sokol V/Post SV Wien          | 0            | 2                              |              |   |   |                              |                              |                  |                  | 3                | VCA Amstetten Niederösterreich | VCA Amstetten Niederösterreich | VCA Amstetten Niederösterreich | VCA Amstetten Niederösterreich | VCA Amstetten Niederösterreich | 0                  | 2                  |                    |                    |                    |        |        |        |
|  | 6            | TJ Sokol V/Post SV Wien          | 0            | 2                              |              |   | 4 | UVC Holding Graz             | UVC Holding Graz             | UVC Holding Graz | UVC Holding Graz | UVC Holding Graz | 3                              | 3                              |                                |                                |                                |                    |                    |                    |                    |                    |        |        |        |
|  |              |                                  |              |                                |              |   | 4 | UVC Holding Graz             | UVC Holding Graz             | UVC Holding Graz | UVC Holding Graz | UVC Holding Graz | 3                              | 3                              |                                |                                |                                |                    |                    |                    |                    |                    |        |        |        |

|  |                     |                                  |                     |                                  |                     |                    |   |                    |                              |                    |                    |                    |
|  | Mecze o miejsca 5-8 | Mecze o miejsca 5-8              | Mecze o miejsca 5-8 | Mecze o miejsca 5-8              | Mecze o miejsca 5-8 |                    |   | Mecze o 5. miejsce | Mecze o 5. miejsce           | Mecze o 5. miejsce | Mecze o 5. miejsce | Mecze o 5. miejsce |
|  | Mecze o miejsca 5-8 | Mecze o miejsca 5-8              | Mecze o miejsca 5-8 | Mecze o miejsca 5-8              | Mecze o miejsca 5-8 |                    |   | Mecze o 5. miejsce | Mecze o 5. miejsce           | Mecze o 5. miejsce | Mecze o 5. miejsce | Mecze o 5. miejsce |
|  |                     |                                  |                     |                                  |                     |                    |   |                    |                              |                    |                    |                    |
|  |                     |                                  |                     |                                  |                     |                    |   |                    |                              |                    |                    |                    |
|  | 5                   | UVC Weberzeile Ried/Innkreis     | 3                   | 3                                | 6                   |                    |   |                    |                              |                    |                    |                    |
|  | 5                   | UVC Weberzeile Ried/Innkreis     | 3                   | 3                                | 6                   |                    |   |                    |                              |                    |                    |                    |
|  | 8                   | VBC TLC Weiz                     | 0                   | 1                                | 0                   |                    |   |                    |                              |                    |                    |                    |
|  | 8                   | VBC TLC Weiz                     | 0                   | 1                                | 0                   |                    |   | 5                  | UVC Weberzeile Ried/Innkreis | 3                  | 3                  | 6                  |
|  |                     |                                  |                     |                                  |                     |                    |   | 5                  | UVC Weberzeile Ried/Innkreis | 3                  | 3                  | 6                  |
|  |                     |                                  | 7                   | VBK Wörther-See-Löwen Klagenfurt | 1                   | 1                  | 0 |                    |                              |                    |                    |                    |
|  | 6                   | TJ Sokol V/Post SV Wien          | 7                   | VBK Wörther-See-Löwen Klagenfurt | 1                   | 1                  | 0 | 0                  | 0                            | 0                  |                    |                    |
|  | 6                   | TJ Sokol V/Post SV Wien          |                     |                                  |                     |                    |   |                    |                              | 0                  |                    |                    |
|  | 7                   | VBK Wörther-See-Löwen Klagenfurt | 3                   | 3                                | 6                   |                    |   |                    |                              |                    |                    |                    |
|  | 7                   | VBK Wörther-See-Löwen Klagenfurt | 3                   | 3                                | 6                   | Mecze o 7. miejsce |   |                    |                              |                    |                    |                    |
|  |                     |                                  |                     |                                  |                     |                    |   |                    |                              |                    |                    |                    |
|  |                     |                                  |                     |                                  |                     |                    |   |                    |                              |                    |                    |                    |
|  |                     |                                  |                     |                                  |                     |                    |   |                    |                              |                    |                    |                    |
|  | 6                   | TJ Sokol V/Post SV Wien          | 3                   | 3                                | 5                   |                    |   |                    |                              |                    |                    |                    |
|  | 6                   | TJ Sokol V/Post SV Wien          | 3                   | 3                                | 5                   |                    |   |                    |                              |                    |                    |                    |
|  | 8                   | VBC TLC Weiz                     | 2                   | 0                                | 1                   |                    |   |                    |                              |                    |                    |                    |
|  | 8                   | VBC TLC Weiz                     | 2                   | 0                                | 1                   |                    |   |                    |                              |                    |                    |                    |

### I runda

#### Ćwierćfinały
(do dwóch zwycięstw)
| Data                               | Godz.                              | Gospodarz                          | Rezultat                                | Gość                                 | Widzów                               |
| ---------------------------------- | ---------------------------------- | ---------------------------------- | --------------------------------------- | ------------------------------------ | ------------------------------------ |
| Union Raiffeisen Waldviertel (1)   | Union Raiffeisen Waldviertel (1)   | Union Raiffeisen Waldviertel (1)   | 2 – 0                                   | (8) VBC TLC Weiz                     | (8) VBC TLC Weiz                     |
| 04.03.2022                         | 20:00                              | VBC TLC Weiz                       | 0:3 (17:25, 20:25, 19:25)               | Union Raiffeisen Waldviertel         | 173                                  |
| 05.03.2022                         | 19:00                              | Union Raiffeisen Waldviertel       | 3:0 (25:15, 25:13, 25:19)               | VBC TLC Weiz                         | 168                                  |
| UVC Holding Graz (4)               | UVC Holding Graz (4)               | UVC Holding Graz (4)               | 2 – 1                                   | (5) UVC Weberzeile Ried/Innkreis     | (5) UVC Weberzeile Ried/Innkreis     |
| 12.03.2022                         | 18:00                              | UVC Weberzeile Ried/Innkreis       | 3:1 (24:26, 25:16, 25:23, 25:22)        | UVC Holding Graz                     | 224                                  |
| 16.03.2022                         | 20:20                              | UVC Holding Graz                   | 3:0 (25:20, 25:21, 27:25)               | UVC Weberzeile Ried/Innkreis         | 154                                  |
| 19.03.2022                         | 20:00                              | UVC Holding Graz                   | 3:1 (25:17, 23:25, 25:14, 25:22)        | UVC Weberzeile Ried/Innkreis         | 250                                  |
| SK Zadruga Aich/Dob (2)            | SK Zadruga Aich/Dob (2)            | SK Zadruga Aich/Dob (2)            | 2 – 0                                   | (7) VBK Wörther-See-Löwen Klagenfurt | (7) VBK Wörther-See-Löwen Klagenfurt |
| 16.03.2022                         | 19:00                              | VBK Wörther-See-Löwen Klagenfurt   | 1:3 (20:25, 19:25, 25:20, 27:29)        | SK Zadruga Aich/Dob                  | 103                                  |
| 19.03.2022                         | 19:00                              | SK Zadruga Aich/Dob                | 3:0 (25:20, 25:18, 25:18)               | VBK Wörther-See-Löwen Klagenfurt     | 172                                  |
| VCA Amstetten Niederösterreich (3) | VCA Amstetten Niederösterreich (3) | VCA Amstetten Niederösterreich (3) | 2 – 0                                   | (6) TJ Sokol V/Post SV Wien          | (6) TJ Sokol V/Post SV Wien          |
| 16.03.2022                         | 19:00                              | TJ Sokol V/Post SV Wien            | 0:3 (18:25, 23:25, 20:25)               | VCA Amstetten Niederösterreich       | 56                                   |
| 19.03.2022                         | 19:00                              | VCA Amstetten Niederösterreich     | 3:2 (25:21, 26:28, 20:25, 27:25, 15:12) | TJ Sokol V/Post SV Wien              | 17                                   |

### II runda

#### Półfinały
(do trzech zwycięstw)
| Data                             | Godz.                            | Gospodarz                        | Rezultat                                | Gość                               | Widzów                             |
| -------------------------------- | -------------------------------- | -------------------------------- | --------------------------------------- | ---------------------------------- | ---------------------------------- |
| Union Raiffeisen Waldviertel (1) | Union Raiffeisen Waldviertel (1) | Union Raiffeisen Waldviertel (1) | 3 – 0                                   | (4) UVC Holding Graz               | (4) UVC Holding Graz               |
| 26.03.2022                       | 19:00                            | Union Raiffeisen Waldviertel     | 3:2 (23:25, 25:15, 25:23, 23:25, 15:11) | UVC Holding Graz                   | 313                                |
| 30.03.2022                       | 19:30                            | UVC Holding Graz                 | 0:3 (23:25, 20:25, 22:25)               | Union Raiffeisen Waldviertel       | 250                                |
| 02.04.2022                       | 19:00                            | Union Raiffeisen Waldviertel     | 3:0 (25:19, 25:14, 25:20)               | UVC Holding Graz                   | 350                                |
| SK Zadruga Aich/Dob (2)          | SK Zadruga Aich/Dob (2)          | SK Zadruga Aich/Dob (2)          | 3 – 0                                   | (3) VCA Amstetten Niederösterreich | (3) VCA Amstetten Niederösterreich |
| 30.03.2022                       | 19:00                            | VCA Amstetten Niederösterreich   | 0:3 (21:25, 15:25, 21:25)               | SK Zadruga Aich/Dob                | 17                                 |
| 02.04.2022                       | 19:00                            | SK Zadruga Aich/Dob              | 3:1 (24:26, 25:23, 25:16, 25:23)        | VCA Amstetten Niederösterreich     | 178                                |
| 03.04.2022                       | 18:00                            | SK Zadruga Aich/Dob              | 3:0 (25:18, 25:21, 25:20)               | VCA Amstetten Niederösterreich     | 167                                |

#### Mecze o miejsca 5-8
(dwumecze)
| Data                             | Godz.                            | Gospodarz                        | Rezultat                         | Gość                                 | Widzów                               |
| -------------------------------- | -------------------------------- | -------------------------------- | -------------------------------- | ------------------------------------ | ------------------------------------ |
| UVC Weberzeile Ried/Innkreis (5) | UVC Weberzeile Ried/Innkreis (5) | UVC Weberzeile Ried/Innkreis (5) | 6 – 0                            | (8) VBC TLC Weiz                     | (8) VBC TLC Weiz                     |
| 26.03.2022                       | 17:00                            | UVC Weberzeile Ried/Innkreis     | 3:0 (25:17, 25:21, 25:15)        | VBC TLC Weiz                         | 159                                  |
| 01.04.2022                       | 19:30                            | VBC TLC Weiz                     | 1:3 (19:25, 25:19, 18:25, 21:25) | UVC Weberzeile Ried/Innkreis         | 134                                  |
| TJ Sokol V/Post SV Wien (6)      | TJ Sokol V/Post SV Wien (6)      | TJ Sokol V/Post SV Wien (6)      | 0 – 6                            | (7) VBK Wörther-See-Löwen Klagenfurt | (7) VBK Wörther-See-Löwen Klagenfurt |
| 01.04.2022                       | 19:00                            | VBK Wörther-See-Löwen Klagenfurt | 3:0 (25:23, 28:26, 25:21)        | TJ Sokol V/Post SV Wien              | 63                                   |
| 02.04.2022                       | 17:00                            | TJ Sokol V/Post SV Wien          | 0:3 (22:25, 23:25, 23:25)        | VBK Wörther-See-Löwen Klagenfurt     | 40                                   |

### III runda

#### Finały
(do czterech zwycięstw)
| Data                             | Godz.                            | Gospodarz                        | Rezultat                         | Gość                         | Widzów                  |
| -------------------------------- | -------------------------------- | -------------------------------- | -------------------------------- | ---------------------------- | ----------------------- |
| Union Raiffeisen Waldviertel (1) | Union Raiffeisen Waldviertel (1) | Union Raiffeisen Waldviertel (1) | 4 – 0                            | (2) SK Zadruga Aich/Dob      | (2) SK Zadruga Aich/Dob |
| 13.04.2022                       | 20:20                            | Union Raiffeisen Waldviertel     | 3:1 (30:28, 25:23, 16:25, 25:23) | SK Zadruga Aich/Dob          | 486                     |
| 17.04.2022                       | 20:20                            | SK Zadruga Aich/Dob              | 1:3 (14:25, 19:25, 25:21, 22:25) | Union Raiffeisen Waldviertel | 520                     |
| 21.04.2022                       | 20:20                            | Union Raiffeisen Waldviertel     | 3:0 (25:15, 25:20, 25:18)        | SK Zadruga Aich/Dob          | 562                     |
| 24.04.2022                       | 20:20                            | SK Zadruga Aich/Dob              | 1:3 (11:25, 25:21, 16:25, 20:25) | Union Raiffeisen Waldviertel | 410                     |

#### Mecze o 3. miejsce
(do dwóch zwycięstw)
| Data                               | Godz.                              | Gospodarz                          | Rezultat                                | Gość                           | Widzów               |
| ---------------------------------- | ---------------------------------- | ---------------------------------- | --------------------------------------- | ------------------------------ | -------------------- |
| VCA Amstetten Niederösterreich (3) | VCA Amstetten Niederösterreich (3) | VCA Amstetten Niederösterreich (3) | 0 – 2                                   | (4) UVC Holding Graz           | (4) UVC Holding Graz |
| 10.04.2022                         | 17:00                              | VCA Amstetten Niederösterreich     | 0:3 (21:25, 18:25, 13:25)               | UVC Holding Graz               | 100                  |
| 15.04.2022                         | 19:00                              | UVC Holding Graz                   | 3:2 (24:26, 25:22, 25:18, 21:25, 23:21) | VCA Amstetten Niederösterreich | 240                  |

#### Mecze o 5. miejsce
(dwumecz)
| Data                             | Godz.                            | Gospodarz                        | Rezultat                         | Gość                                 | Widzów                               |
| -------------------------------- | -------------------------------- | -------------------------------- | -------------------------------- | ------------------------------------ | ------------------------------------ |
| UVC Weberzeile Ried/Innkreis (5) | UVC Weberzeile Ried/Innkreis (5) | UVC Weberzeile Ried/Innkreis (5) | 6 – 0                            | (7) VBK Wörther-See-Löwen Klagenfurt | (7) VBK Wörther-See-Löwen Klagenfurt |
| 09.04.2022                       | 19:00                            | VBK Wörther-See-Löwen Klagenfurt | 1:3 (24:26, 20:25, 25:21, 17:25) | UVC Weberzeile Ried/Innkreis         | 55                                   |
| 13.04.2022                       | 19:30                            | UVC Weberzeile Ried/Innkreis     | 3:1 (27:29, 25:14, 25:21, 25:18) | VBK Wörther-See-Löwen Klagenfurt     | 450                                  |

#### Mecze o 7. miejsce
(dwumecz)
| Data                        | Godz.                       | Gospodarz                   | Rezultat                                | Gość                    | Widzów           |
| --------------------------- | --------------------------- | --------------------------- | --------------------------------------- | ----------------------- | ---------------- |
| TJ Sokol V/Post SV Wien (6) | TJ Sokol V/Post SV Wien (6) | TJ Sokol V/Post SV Wien (6) | 5 – 1                                   | (8) VBC TLC Weiz        | (8) VBC TLC Weiz |
| 08.04.2022                  | 19:30                       | VBC TLC Weiz                | 2:3 (12:25, 25:23, 29:27, 25:27, 12:15) | TJ Sokol V/Post SV Wien | 121              |
| 16.04.2022                  | 17:00                       | TJ Sokol V/Post SV Wien     | 3:0 (25:16, 25:13, 25:20)               | VBC TLC Weiz            | 55               |

## Klasyfikacja końcowa
| Poz. | Drużyna                          |
| ---- | -------------------------------- |
| 1.   | Union Raiffeisen Waldviertel     |
| 2.   | SK Zadruga Aich/Dob              |
| 3.   | UVC Holding Graz                 |
| 4.   | VCA Amstetten Niederösterreich   |
| 5.   | UVC Weberzeile Ried/Innkreis     |
| 6.   | VBK Wörther-See-Löwen Klagenfurt |
| 7.   | TJ Sokol V/Post SV Wien          |
| 8.   | VBC TLC Weiz                     |
| 9.   | TSV Raiffeisen Hartberg          |
| 10.  | Hypo Tirol Volleyballteam        |

     Eliminacje Ligi Mistrzów 2022/2023
     Puchar CEV 2022/2023
     Puchar Challenge 2022/2023
     baraże

## Baraże

### Tabela wyników
| Gospodarz \ Gość1                 | HAR | TIR | BIS | HOT | WOL | LBN |
| --------------------------------- | --- | --- | --- | --- | --- | --- |
| TSV Raiffeisen Hartberg           | -   | 2:3 | 3:0 | 3:1 | 3:0 | 3:1 |
| Hypo Tirol Volleyballteam         | 1:3 | -   | 3:1 | 3:1 | 2:3 | 3:0 |
| UNIONvolleys Bisamberg-Hollabrunn | 0:3 | 1:3 | -   | 0:3 | 3:2 | 3:2 |
| hotVolleys Wiedeń                 | 1:3 | 0:3 | 3:1 | -   | 3:0 | 3:0 |
| Raiffeisen VC Wolfurt             | 1:3 | 3:1 | 3:2 | 1:3 | -   | 0:3 |
| SSV HIB Liebenau                  | 0:3 | 0:3 | 3:0 | 3:2 | 3:2 | -   |

Źródło: ÖVV (niem.) / ÖVV – Data Project (niem.)
1 Drużyna gospodarzy jest wymieniona po lewej stronie tabeli.
Kolory:
  zwycięstwo gospodarzy 3:0 lub 3:1
  zwycięstwo gospodarzy 3:2
  zwycięstwo gości 3:0 lub 3:1
  zwycięstwo gości 3:2

### Tabela
| Lp. | Drużyna                           | Pkt | Mecze | Mecze | Mecze | Rodzaj wyniku | Rodzaj wyniku | Rodzaj wyniku | Rodzaj wyniku | Rodzaj wyniku | Rodzaj wyniku | Sety | Sety | Sety  | Małe punkty | Małe punkty | Małe punkty |
| Lp. | Drużyna                           | Pkt | M     | W     | P     | 3:0           | 3:1           | 3:2           | 2:3           | 1:3           | 0:3           | wyg. | prz. | stos. | zdob.       | str.        | stos.       |
| --- | --------------------------------- | --- | ----- | ----- | ----- | ------------- | ------------- | ------------- | ------------- | ------------- | ------------- | ---- | ---- | ----- | ----------- | ----------- | ----------- |
| 1   | TSV Raiffeisen Hartberg           | 28  | 10    | 9     | 1     | 4             | 5             | 0             | 1             | 0             | 0             | 29   | 8    | 3.63  | 902         | 683         | 1.32        |
| 2   | Hypo Tirol Volleyballteam         | 21  | 10    | 7     | 3     | 3             | 3             | 1             | 1             | 2             | 0             | 25   | 14   | 1.79  | 897         | 805         | 1.11        |
| 3   | hotVolleys Wiedeń                 | 16  | 10    | 5     | 5     | 3             | 2             | 0             | 1             | 3             | 1             | 20   | 17   | 1.18  | 841         | 798         | 1.05        |
| 4   | SSV HIB Liebenau                  | 11  | 10    | 4     | 6     | 2             | 0             | 2             | 1             | 1             | 4             | 15   | 22   | 0.68  | 765         | 854         | 0.9         |
| 5   | Raiffeisen VC Wolfurt             | 9   | 10    | 3     | 7     | 0             | 1             | 2             | 2             | 2             | 3             | 15   | 26   | 0.58  | 827         | 942         | 0.88        |
| 6   | UNIONvolleys Bisamberg-Hollabrunn | 5   | 10    | 2     | 8     | 0             | 0             | 2             | 1             | 3             | 4             | 11   | 28   | 0.39  | 757         | 907         | 0.83        |

Źródło: ÖVV – Data Project (niem.)
Punktacja: 3:0 i 3:1 – 3 pkt; 3:2 – 2 pkt; 2:3 – 1 pkt; 1:3 i 0:3 – 0 pkt
Zasady ustalania kolejności: 1. liczba punktów; 2. liczba zwycięstw; 3. stosunek setów; 4. stosunek małych punktów; 5. bilans w bezpośrednich meczach
     Austrian Volley League 2022/2023
     2. Bundesliga 2022/2023